# Gisela Thurmann
Gisela Eliana Thurmann (* 29. Juni 1988) ist eine argentinische Handballspielerin, die vor allem in der Disziplin Beachhandball erfolgreich ist, wo sie zum Stamm der argentinischen Nationalmannschaft gehört.
Thurmann lebt in González Catán und arbeitet als Sportlehrerin.

## Hallenhandball
Thurmann spielt für das Instituto José Léon Larre.

## Beachhandball
Thurmann wurde recht spät erstmals in das Aufgebot der argentinischen Nationalmannschaft im Beachhandball berufen. Zum ersten Mal gehörte sie im Vorfeld der letztmals ausgetragenen Panamerika-Meisterschaften 2018 zum erweiterten Aufgebot, wurde aber nicht für den endgültigen Kader berufen. Für einen Teil der langjährigen Spielerinnen Argentiniens sollte es das letzte Turnier werden, Argentinien befand sich in einer Umbruchphase. Dementsprechend schwach verlief das Turnier, bei dem nur ein fünfter Rang belegt wurde. Dennoch war das Jahr für Argentinien durch den Gewinn einer ersten Beachhandball-Goldmedaille auf Weltebene bei den Olympischen Jugendspielen in Buenos Aires ein voller Erfolg. In das Ziel Gold wurde in den Jahren zuvor viel Energie gesteckt, das sich in den folgenden Jahren auch in der A-Nationalmannschaft bemerkbar machen sollte.
Nur wenige Monate nach dem olympischen Erfolg fanden in Rosario, also wieder vor argentinischem Publikum, die South-American Beach Games 2019 an. Mit Caterina Benedetti, Gisella Bonomi, Fiorella Corimberto, Carolina Ponce und Zoe Turnes bestand die Hälfte der Mannschaft nun aus Spielerinnen, die in Buenos Aires Gold gewonnen hatten. Thurman stand hier noch nicht im Aufgebot, doch anschließend sollte auch sie, mittlerweile 30-jährig, ihren Durchbruch in der Nationalmannschaft schaffen. Im weiteren Jahresverlauf standen die ersten Süd- und Mittelamerikanische Meisterschaften auf dem Spielplan, die nach der Trennung des Panamerikanischen Verbandes begründet wurden. Thurmann bestritt hierbei ihr erstes Turnier für Argentinien. Auch hier gab es wie zuletzt so häufig bei Meisterschaften in Südamerika in Maricá das Duell zwischen Argentinien und Brasilien, das dieses Mal die brasilianischen Gastgeberinnen für sich entschieden. Damit war auch die Qualifikation für die ersten World Beach Games verbunden, bei den Thurmann mit Argentinien Sechste wurde. Es war für längere Zeit das letzte internationale Turnier, da der internationale Spielbetrieb aufgrund der COVID-19-Pandemie zum Erliegen kam.

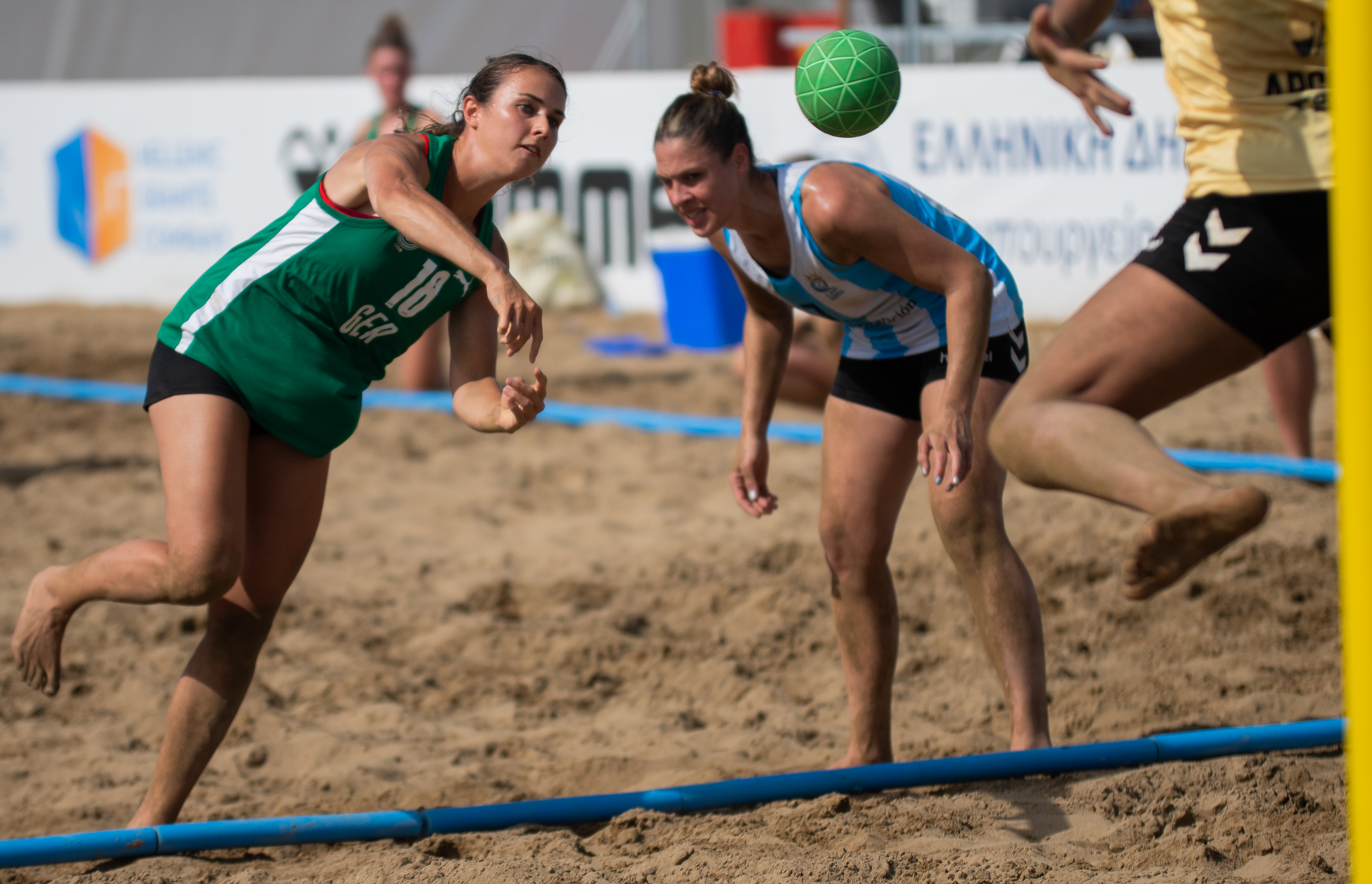
Thurmann (rechts) beobachtet Sarah Irmler beim Strafwurf im Hauptrundenspiel gegen Deutschland bei den Weltmeisterschaften 2022 auf das Tor von Florencia Bericio

Erst 2022 wurde die im Rahmen der Süd- und Mittelamerika-Meisterschaften der Spielbetrieb auf kontinentaler Ebene wieder aufgenommen, Thurmann gehörte bei allen wichtigen Turnieren des Jahres zur Mannschaft Argentiniens, wo sie sich in der Abwehr einen Stammplatz erkämpft hatte. Und trotz drei Jahren Pause lautete die Finalpaarung in Maceió wiederum: die Gastgeber aus Brasilien gegen Argentinien. Erstmals konnte Argentinien in Brasilien gewinnen und damit die Vormachtstellung in Südamerika übernehmen. Die Qualifikation für die Weltmeisterschaften in Iraklio, Kreta war damit ebenso geschafft, wie für die World Games in Birmingham (Alabama). Bei den Weltmeisterschaften wurde erneut ein siebter Platz erreicht, mit dem Argentinien eigentlich nicht zufrieden war. Besser lief es in den USA. Hier erreichte Argentinien wieder das Halbfinale und verlor dieses gegen Norwegen. Das Spiel um die Bronzemedaille gegen die Vereinigten Staaten wurde gewonnen.
Mit der Auswahl der Provinz Buenos Aires gewann Thurmann bei den Argentinischen Beach Games 2018 den Titel. Auf Vereinsebene spielt sie Beachhandball für die Mannschaft von Municipality of Avellaneda Buenos Aires.

## Erfolge
| World Games - 2022: 3. World Beach Games - 2019: 6. | Weltmeisterschaften - 2022: 7. Süd- und Mittelamerikanische Meisterschaften - 2019: 2. - 2022: 1. |